# 国贸桥

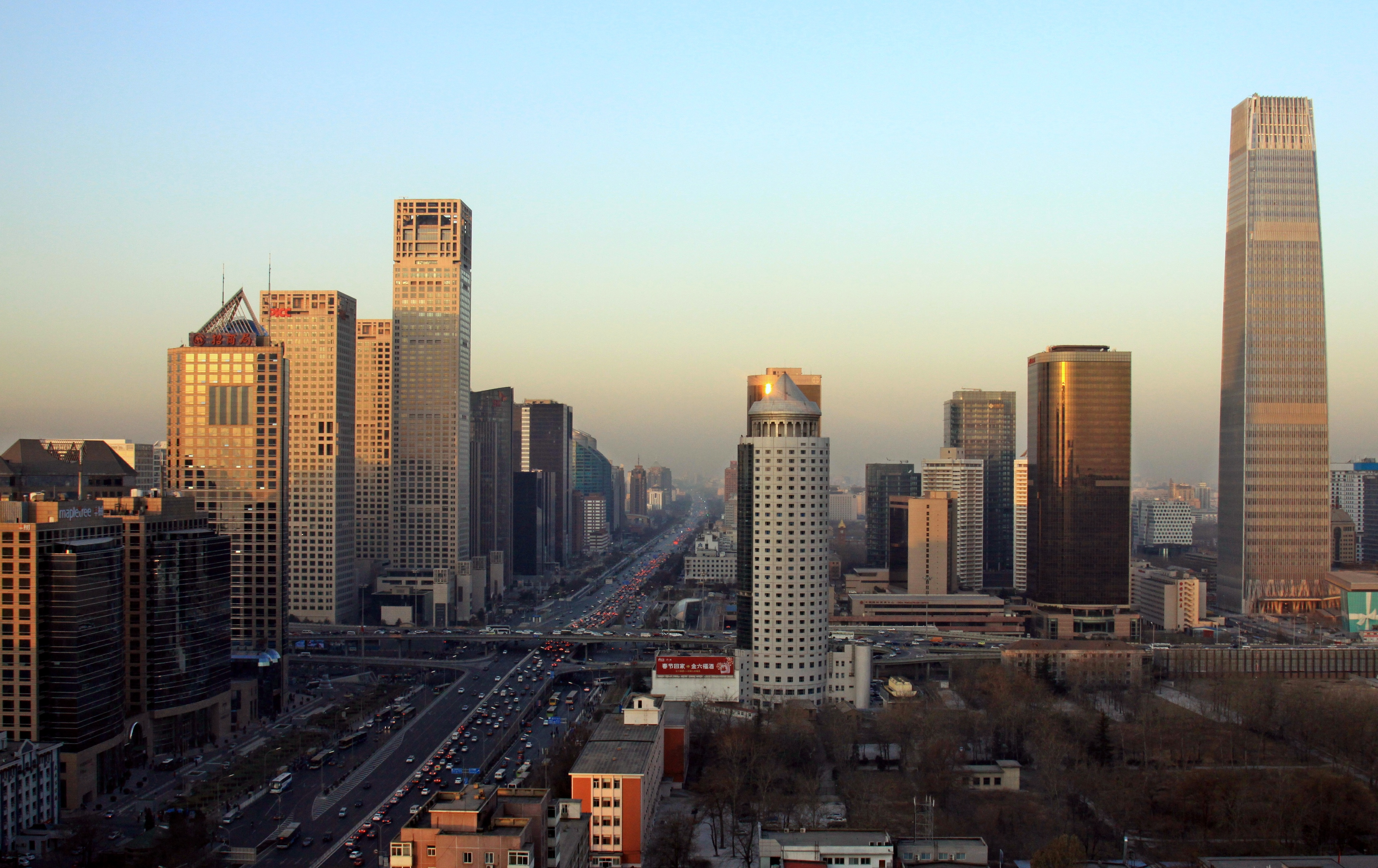
从东北方向远眺国贸桥。近处为建国路，远处为建国门外大街

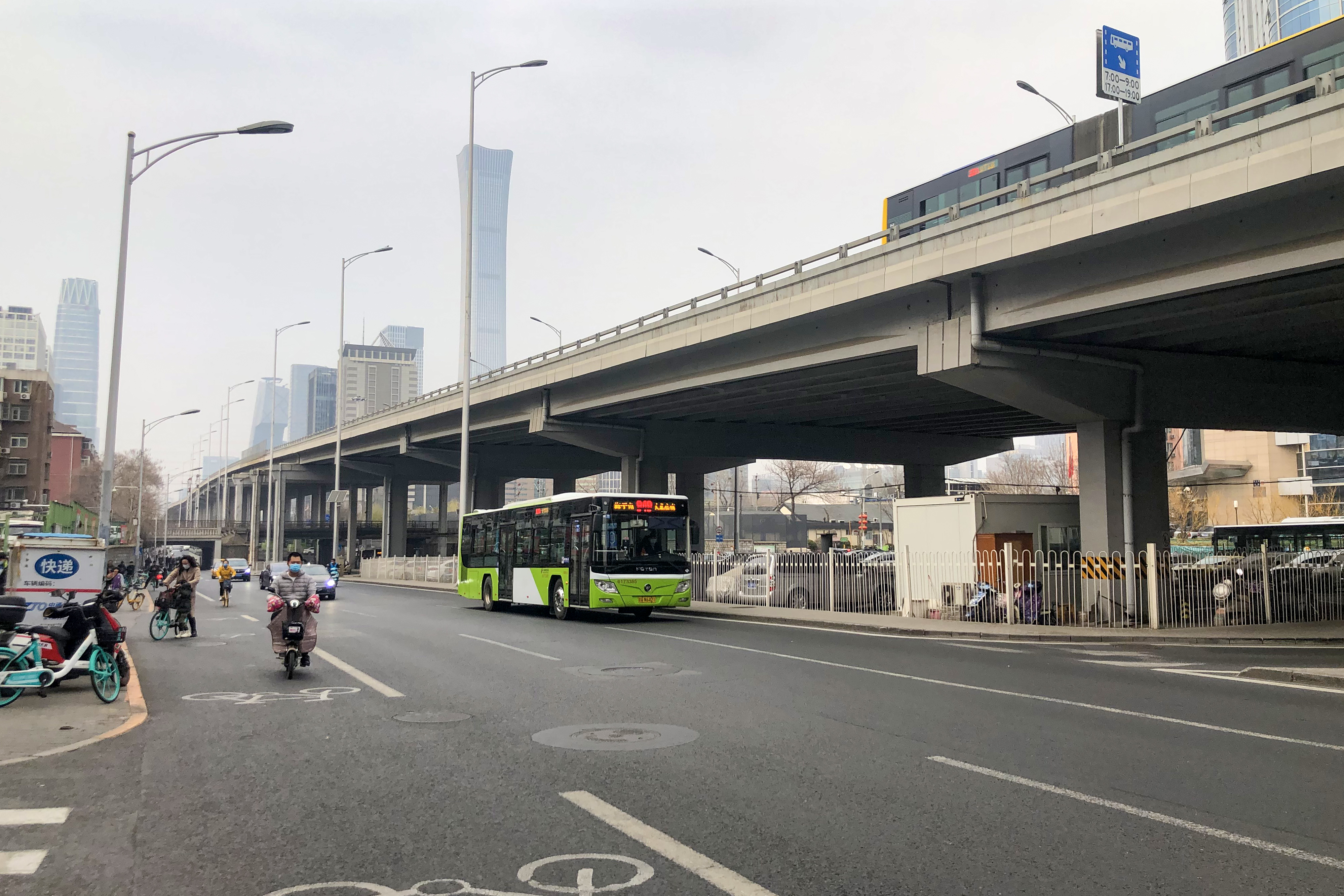
位于双井的国贸桥南段，主路上跨京哈铁路

国贸桥位于北京市朝阳区，是长安街和北京三环路相交处的一座立交桥。始建于1986年，2000年拆除重建。
附近原是北京东郊工业区，按地名大北窑命名大北窑桥，后来北京CBD开发，就以其西北侧的中国国际贸易中心命名为“国贸桥”。
原桥是一座分离式桥梁，长安街高架跨过三环，是北京首座使用钢结构的桥梁。重建后的立交桥为互通式，分为三层，下层为三环和长安街辅路，中层为长安街主路，上层为三环主路，上两层以苜蓿式立交桥的四条匝道连接，下层则安排红绿灯。
具体的相交道路为：东三环中路（南北向）和建国门外大街－建国路（长安街，东西向）。